# Герион
Герио́н (иногда Герионей, др.-греч. Γηρυών, Γηρυονεύς, Γηρυόνης) — в древнегреческой мифологии — исполин с острова Эрифия, расположенного на крайнем западе ойкумены.
Сын великана Хрисаора, рождённого из крови обезглавленной Персеем горгоны Медузы, и нимфы-океаниды Каллирои.
В передаче Помпония Мелы, поля Эрифии, где жил Герион, приносят не менее семи урожаев в год.
По Стесихору, Герион был крылатым, о шести руках и шести ногах. По описанию Эсхила, у него было три тела, в трёх десницах он держал три копья, а в трёх же левых руках — три щита; каждую из трёх голов защищал шлем.
Убив стражей Герионовых стад — пастуха Эвритиона и пса Орфа, —  Геракл похитил его коров, которые были красного цвета (десятый подвиг Геракла). Гериона же Геракл застрелил одной стрелой. В городе Агирия он устроил святилище Гериона. По преданию, известному на Гимнесиях (Балеарских островах), Герион владел великим множеством серебра и золота. Кости его показывали фиванцы. На Герионовом кургане росли два дерева — гибрид сосны с пинией — и сочились кровью. Оракул (здесь: прорицалище, т. е. место, где оглашались предсказания) Гериона находился близ Патавия.
Согласно рационалистическому истолкованию, это был человек родом из города Трёхглавие; по другой интерпретации — три дружных брата.

## В литературе
Гериону посвящена поэма Стесихора «Герионеида». Его восхвалял Пиндар. Заглавный герой трагедии Никомаха «Герион» и одноимённой комедии Эфиппа.
Боккаччо в своей «Генеалогии богов» (I, 21) рассказывает, что «царивший на Балеарских островах Герион кротким лицом, ласковыми речами и всем обхождением улещивал гостей, а потом убивал доверившихся его радушию». Поэтому Данте ставит Гериона стражем восьмого круга ада, превращая его в «образ омерзительный обмана».